# Smeringopus rubrotinctus
Smeringopus rubrotinctus là một loài nhện trong họ Pholcidae. Loài này được phát hiện ở Trung Phi.